# Out of the Blue
Out of the Blue — музичний альбом гурту Electric Light Orchestra. Виданий 1977 року лейблом Jet Records, United Artists. Загальна тривалість композицій становить 70:12. Альбом відносять до напрямку артрок та рок. 

## Список пісень
Вся пісні були написані Джеффом Лінном.
| Перша сторона | Перша сторона         | Перша сторона |
| #             | Назва                 | Тривалість    |
| ------------- | --------------------- | ------------- |
| 1.            | «Turn to Stone»       | 3:47          |
| 2.            | «It's Over»           | 4:08          |
| 3.            | «Sweet Talkin' Woman» | 3:47          |
| 4.            | «Across the Border»   | 3:52          |

| Друга сторона | Друга сторона       | Друга сторона |
| #             | Назва               | Тривалість    |
| ------------- | ------------------- | ------------- |
| 5.            | «Night in the City» | 4:02          |
| 6.            | «Starlight»         | 4:30          |
| 7.            | «Jungle»            | 3:51          |
| 8.            | «Believe Me Now»    | 1:21          |
| 9.            | «Steppin' Out»      | 4:38          |

| Третя сторона (Concerto for a Rainy Day) | Третя сторона (Concerto for a Rainy Day) | Третя сторона (Concerto for a Rainy Day) |
| #                                        | Назва                                    | Тривалість                               |
| ---------------------------------------- | ---------------------------------------- | ---------------------------------------- |
| 10.                                      | «Standin' in the Rain»                   | 4:20                                     |
| 11.                                      | «Big Wheels»                             | 5:10                                     |
| 12.                                      | «Summer and Lightning»                   | 4:13                                     |
| 13.                                      | «Mr. Blue Sky»                           | 5:05                                     |

| Четверта сторона | Четверта сторона     | Четверта сторона |
| #                | Назва                | Тривалість       |
| ---------------- | -------------------- | ---------------- |
| 14.              | «Sweet Is the Night» | 3:26             |
| 15.              | «The Whale»          | 5:05             |
| 16.              | «Birmingham Blues»   | 4:21             |
| 17.              | «Wild West Hero»     | 4:40             |

На 30-річний ювілей, 20 лютого 2007 року вийшов диск з трьома піснями-бонусами.

## Хіт-паради
| Країна          | Позиція | Тижнів |
| --------------- | ------- | ------ |
| Канада          | 1       | 29     |
| Швеція          | 2       | 11     |
| Австралія       | 3       | 31     |
| Норвегія        | 3       | 30     |
| Велика Британія | 4       | 113    |
| США             | 4       | 58     |
| Іспанія         | 4       | 22     |
| Нова Зеландія   | 6       | 22     |
| Франція         | 14      | 8      |
| Японія          | 32      | 22     |

## Сертифікації
| Регіон                                             | Сертифікація | Продажі    |
| -------------------------------------------------- | ------------ | ---------- |
| Канада (Music Canada)                              | Платиновий   | 100 000^   |
| Німеччина (BVMI)                                   | Золотий      | 250 000^   |
| Нідерланди (NVPI)                                  | Золотий      | 50 000^    |
| Велика Британія (BPI)                              | Платиновий   | 300 000^   |
| США (RIAA)                                         | Платиновий   | 1 000 000^ |
| ^відвантаження, що базуються лише на сертифікаціях |              |            |